# Günter Hedtkamp
Günter Hans Hedtkamp (* 11. Februar 1928 in Lünen; † 24. März 2018) war ein deutscher Wirtschaftswissenschaftler.

## Leben
Günter Hedtkamp studierte Rechtswissenschaft an der Universität Saarbrücken (1949–1950) und Rechts- und Wirtschaftswissenschaft an der Faculté de droit de Paris (1950–1952). 1954 wurde er an der Universität Paris, Faculté de Droit, zum Doktor der Rechtswissenschaft promoviert. Nach dem Studium der Wirtschaftswissenschaften an der Universität zu Köln (1954–1956) war er Wissenschaftlicher Assistent am Finanzwissenschaftlichen Forschungsinstitut von Günter Schmölders (1954–1957) und Wissenschaftlicher Assistent am Institut für Kontinentale Agrar- und Wirtschaftsforschung der Justus-Liebig-Universität Gießen (1957–1964). 1958 habilitierte er sich in Gießen für Volkswirtschaftslehre und Finanzwissenschaft und lehrte als Privatdozent.
1964 erfolgte zunächst die Ernennung zum außerplanmäßigen Professor und 1965 die Ernennung zum ordentlichen Professor an der Justus-Liebig-Universität Gießen für Volkswirtschaftslehre und Finanzwissenschaft. 1973 wurde Hedtkamp als ordentlicher Professor für Wirtschaft und Gesellschaft Osteuropas an die Ludwig-Maximilians-Universität München berufen. 1980 übernahm er den Lehrstuhl für Volkswirtschaftslehre und Finanzwissenschaft an der Ludwig-Maximilians-Universität in München. 1993 wurde er emeritiert.
Er war von 1975 bis 2001 Direktor des Osteuropa Instituts München und Mitglied des Vorstandes der Deutschen Gesellschaft für Osteuropakunde.
Zudem war er Mitglied des Wissenschaftlichen Beirats beim Bundesministerium der Finanzen (seit 1970) und Mitglied des erweiterten Vorstands der Gesellschaft für Wirtschafts- und Sozialwissenschaften (Verein für Socialpolitik) als Vorsitzender des Ausschusses zum Vergleich der Wirtschaftssysteme (1964 bis 1968 und 1979 bis 1982).
Er ist Verfasser zahlreicher Schriften wie der Standardwerke Lehrbuch der Finanzwissenschaft und Wirtschaftssysteme. Theorie und Vergleich. 2009 wurde er mit dem Verdienstkreuz am Bande des Verdienstordens der Bundesrepublik Deutschland ausgezeichnet.